# Daniel Kiss (Fußballspieler)
Daniel Kiss (* 14. April 1984 in Galanta, Tschechoslowakei) ist ein ehemaliger slowakischer Fußballtorwart. Er ist 1,92 m groß und wiegt 94 kg. Sein Spitzname ist Valderrama.

## Karriere
Kiss startete seine Karriere bei Slovan Bratislava in der Slowakei. Nachdem er alle Jugendmannschaften durchlaufen hatte, gab er 2003 sein Profidebüt bei Slovan Bratislava. Nach wenigen Spielen war er schon erster Torhüter. Kiss stand insgesamt 54 Mal für Slovan Bratislava im Tor, bevor er 2008 zu Lewski Sofia nach Bulgarien wechselte. Die Ablösesumme betrug 100.000 Euro. Dort Kiss bestritt Kiss als dritter Torhüter nur ein A-Grupa-Spiel beim 6:0 gegen Botew Plowdiw.
Im Dezember 2008 wurde er vom Verein ablösefrei freigestellt und unterschrieb am 7. Dezember 2008 erneut bei Slovan Bratislava. Im Sommer 2009 wechselte er zu MFK Petrzalka und ein Jahr später zu DAC Dunajská Streda. Im Jahr 2013 beendete er seine Laufbahn.